# Gatica, el mono
Gatica, el Mono és una pel·lícula argentina de 1993 dirigida per Leonardo Favio, que narra la vida del boxador argentí José María Gatica, des dels seus anys d'infància fins a la seva tràgica defunció a Buenos Aires el 1963. La pel·lícula va ser seleccionada per representar Argentina a l'Oscar a la millor pel·lícula de parla no anglesa en els Premis Oscar de 1993, però Leonardo Favio va demanar a l'Instituto Nacional de Cinematografia (INC) que la eliminés com a candidata com a protesta pels retards de l'aprovació del Congrés dels impostos a les pel·lícules estrangeres.

## Argument
La pel·lícula reconstrueix la vida i la carrera pugilística de Gatica, els seus anys daurats (malgrat que mai guanyaria un títol), el seu acostament al president Perón, el començament de la seva caiguda amb el derrocament del peronisme i la seva mort. En paral·lel a les victòries sobre el ring, es mostra a l'home darrere del boxador, aconseguint un retrat d'un home patètic en el seu ascens cap a la fama i posterior caiguda, conflictiu en la seva vida personal, ressentit per les manques sofertes

## Repartiment
- Edgardo Nieva - Gatica
- Horacio Taicher - russo
- Juan Costa - Jesús Gatica
- María Eva Gatica - mãe
- Kika Child - Ema
- Virginia Innocenti - Nora
- Adolfo Yanelli - Rosarino

## Premis
- Va obtenir sis premis Cóndor de Plata, entre ells a la millor pel·lícula.[4]
- A Espanya fou guardonat amb Goya a la millor pel·lícula estrangera de parla hispana (1993)[5]